# Protestos contra o governo Jair Bolsonaro
Os protestos contra o governo Jair Bolsonaro são manifestações populares que ocorreram em diversas regiões do Brasil, no contexto da pandemia de COVID-19, tendo como principais objetivos protestar contra o governo Jair Bolsonaro e defender as campanhas de vacinação contra a Covid-19.
Pela primeira vez, setores ligados aos dois lados antagônicos como esquerda e direita passaram a protestar contra o governo em cima de um objetivo comum, realizando   carreatas nos dias 23 e 24 de janeiro de 2021. Os dois grupos antagônicos também passaram a organizar protestos de ruas nos dias 30 de junho, 3 de julho e 12 de setembro.

## Contexto
Em uma reunião com apoiadores realizada no dia 5 de janeiro de 2021, o presidente da República Jair Bolsonaro teria dito que o país estava "quebrado" e que não "podia fazer nada", além de fazer novamente ataques contra a imprensa. Após a declaração, houve vários debates entre economistas sobre a afirmação do presidente e no dia seguinte, o mesmo tinha dito em tom de ironia que o país "está uma maravilha".
Durante o colapso na saúde no Amazonas, a Advocacia-Geral da União (AGU) confessou ao Supremo Tribunal Federal (STF) que o governo federal sabia do esgotamento do oxigênio no estado e que uma das providências do governo foi o envio de 120.000 comprimidos de hidroxicloroquina ao estado, medicamento que não tem embasamento científico contra a COVID-19. Mesmo com o início da vacinação contra a COVID-19 no dia 18 de janeiro, o presidente voltou a insistir no tratamento precoce.
Em meio à crise política, surgiu no Twitter um perfil intitulado @sos_impeachment, com o objetivo de levar um placar de votação através de posicionamentos. Até o dia 25 de janeiro de 2021, foram 111 votos favoráveis e 76 contrários ao impeachment de Bolsonaro. Aproveitando o engajamento, o Movimento Vem pra Rua, o Movimento Brasil Livre e o ex-candidato a presidente da República pelo Partido Novo, João Amoêdo, lançaram no dia 21 de janeiro um abaixo-assinado pelo impeachment. Até o dia 25 de janeiro, já houve mais de 200 mil assinaturas na plataforma change.org.
Durante os meses de abril e maio, os movimentos pelo Impeachment de Bolsonaro voltam a ganhar força, passando a ter pressão até de artistas e digital influencers. Entre os famosos que assinaram um pedido coletivo publicado em 24 de maio de 2021, estão a ex-apresentadora da RecordTV Xuxa Meneghel, o comentarista esportivo Walter Casagrande, o youtuber e principal opositor do governo Felipe Neto, o padre Júlio Lancelotti e a atriz Júlia Lemmertz. Além de famosos, médicos e cientistas também assinam a carta. Os pedidos passam a usar o contexto de movimentos favoráveis ao governo com ameaças de intervenção militar para rebater as medidas de restrição usadas por prefeitos e governadores durante o período crítico da Pandemia, inclusive em manifestações governistas realizadas no dia 15 de maio em Brasília como parte do movimento intitulado Marcha da Família Cristã pela Liberdade e no dia 23 de maio no Rio de Janeiro, tendo até a presença do Ex-Ministro da Saúde, Eduardo Pazuello, inclusive um dos alvos da CPI da COVID-19 e até então tinha prestado depoimento.

## Panelaços

#### 15 de janeiro de 2021
Nesse dia, aconteceu o primeiro panelaço contra o governo nas cidades de São Paulo, Rio de Janeiro, Belo Horizonte, Brasília, Goiânia, Salvador, Florianópolis, São José dos Campos, Belém, Recife e Porto Alegre. Os atos tiveram início ás 20h30min após convocação nas redes sociais usando o slogan "Sem oxigênio, sem vacina, sem governo", tendo o apoio de alguns setores da esquerda, direita e alguns famosos, sendo eles o apresentador Luciano Huck.

#### 23 de março de 2021
Em muitas cidades brasileiras, como São Paulo, Rio de Janeiro, Belo Horizonte, Brasília, Fortaleza, Curitiba, Maringá, Niterói, Goiânia, Porto Alegre, Vitória, João Pessoa, Salvador, Recife e Natal, foram registrados novos panelaços, durante o pronunciamento em rede nacional do presidente Jair Bolsonaro. Nesse dia, o Brasil superou a marca de 3 mil óbitos por COVID-19 pela primeira vez. Segundo a imprensa, os panelaços contaram com mais adesão do que na última vez, o que era reflexo da queda da popularidade do presidente desde o início do ano. Embora o pronunciamento tenha durado 4 minutos, os protestos se estenderam por mais de 5 minutos. No dia seguinte, o programa de televisão da Rede Globo apresentado por Ana Maria Braga, o Mais Você, abriu com um panelaço, manifestando-se contra Bolsonaro. A apresentadora disse: "Cada um tem o panelaço que merece".

#### 2 de junho de 2021
Durante pronunciamento, o presidente Bolsonaro foi alvo de panelaços em diversas cidades do país, incluindo as principais capitais, tais como São Paulo, Recife, Rio de Janeiro, Salvador, Belo Horizonte, Brasília, entre outras. Manifestantes criticavam a falta de medidas do governo federal no combate contra a COVID-19. O pronunciamento foi realizado no contexto de manifestações de rua realizadas no dia 29 de maio e da CPI da COVID-19 em andamento. A transmissão também ocorreu horas depois do anúncio da previsão do governador de São Paulo, João Dória (PSDB), de que toda a população adulta do seu estado estará vacinada contra a COVID-19 até o final de outubro.

## Carreatas

#### 23 de janeiro de 2021

Fileira de carros em Brasília com bandeiras de partidos políticos durante a manifestação

Diversas cidades brasileiras registraram carreatas, passeios ciclísticos e buzinaços contra o governo, sendo organizados por setores de esquerda como a Central Única dos Trabalhadores (CUT), Central dos Trabalhadores e Trabalhadoras do Brasil (CTB), Frente Brasil Popular, Povo sem Medo e o Movimento dos Trabalhadores Rurais Sem Terra (MST), além de ter a presença de simpatizantes dos partidos políticos como o Partido dos Trabalhadores (PT), Partido Socialista dos Trabalhadores Unificado (PSTU), Partido Democrático Trabalhista (PDT), Rede Sustentabilidade (REDE), Partido Socialismo e Liberdade (PSOL), Partido Comunista do Brasil (PCdoB), Partido Comunista Brasileiro (PCB), Partido Verde (PV), Cidadania e Unidade Popular (UP). Além dos gritos e placas escritos "Fora Bolsonaro", também foram registradas a presença de bandeiras do Brasil, movimentos sociais como o LGBTQIA+ e faixas em algumas residências. Ao todo, 21 capitais brasileiras e o Distrito Federal tiveram atos contra o governo.

#### 24 de janeiro de 2021

Carro com um cartaz escrito "Vidas Brasileiras importam" em manuscrito, acompanhado de uma charge

Organizado pelos grupos de direita Movimento Brasil Livre e Movimento Vem pra Rua, foram registrados atos em algumas cidades brasileiras contra o governo, também através de carreatas e passeios ciclísticos. Em vários veículos, tiveram cartazes pedindo a saída do presidente e do ministro da saúde, além da frase "Vidas Brasileiras importam" e várias ironias quanto ao uso da cloroquina e das frases ditas por Bolsonaro em reuniões e citações aos filhos Flávio Bolsonaro, Carlos Bolsonaro e Eduardo Bolsonaro. Em frente ao Estádio Municipal Paulo Machado de Carvalho, foi estendida uma faixa verde e amarela escrita "Impeachment Já!", a mesma usada nos Protestos contra o governo Dilma Rousseff.

#### 31 de janeiro de 2021
Novos atos foram registrados em pelo menos 56 cidades brasileiras contra o governo sendo organizados por movimentos de esquerda e alguns de direita. Em Brasília, participantes usaram sacolas plásticas no rosto para mostrar sufocamento, como resposta a crise do oxigênio no Amazonas, além de participantes consumindo leite condensado, após a divulgação de uma lista de compras do governo no dia 24. Também houve mobilizações no exterior com a tag #StopBolsonaro.
Em Belém, houve a realização de uma carreata em resposta aos atos a favor do impeachment, com declarações de apoio ao governo e pela eleição de Arthur Lira (PP-AL) a presidência da câmara dos deputados, mas com uma participação inferior ao atos contra o governo e favoráveis ao impeachment realizados na capital paraense.

#### 20 de fevereiro de 2021
Apesar do enfraquecimento dos pedidos de impeachment na Câmara dos Deputados, ainda houve carreatas em diversos pontos do país pedindo o afastamento do presidente, além da retomada da vacinação em algumas cidades e a volta do auxílio emergencial. Os protestos ocorreram em 65 cidades.

## Manifestações nas ruas

#### 29 de maio de 2021

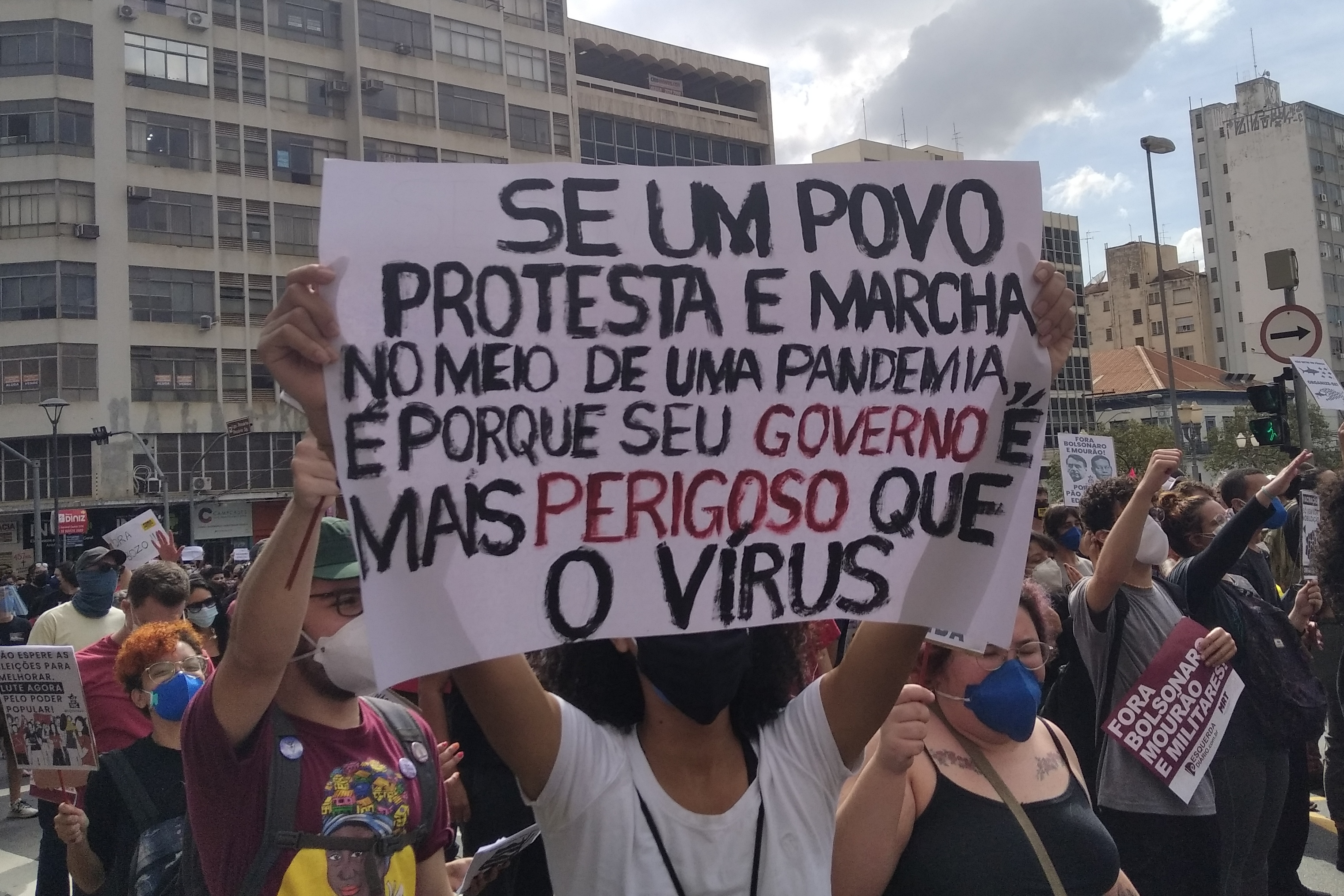
Manifestação em Campinas, no Largo do Rosário.

Imagem de um boneco inflável do Presidente da República, Jair Bolsonaro (sem partido), durante os protestos em Brasília.

Manifestação na Avenida Paulista em São Paulo.

Membros de grupos sindicais e torcidas organizadas, unidos a partidos de esquerda, anunciam a realização de manifestações de rua em pelo menos 85 cidades, passando a adotar, além de pautas como a volta do auxílio emergencial em R$600,00, repúdio ao negacionismo, críticas ao incentivo do uso de medicamentos sem eficácia comprovada contra o novo coronavírus e o apoio as campanhas de vacinação, pautas como o corte de verbas na educação, a repressão policial contra a população negra, usando o contexto da Chacina de Jacarezinho e o apoio a CPI da COVID-19, que investiga as ações do Governo Federal durante a pandemia, sobretudo o uso de medicamentos sem eficácia comprovada contra a COVID-19 e a recusa na compra de vacinas. Segundo os organizadores, pelo menos 213 cidades tiveram atos contra o governo, 128 a mais que o anunciado, e 420 mil manifestantes teriam comparecido aos protestos. 
Em Brasília, alguns manifestantes carregavam faixas em apoio ao ex-presidente Luiz Inácio Lula da Silva, além de cobranças ao governador Ibaneis Rocha (MDB). De acordo com a organização, mais de 30 mil pessoas participaram dos protestos na capital federal. Em Recife, houve repressão por parte da Polícia Militar de Pernambuco contra os manifestantes, resultando em três pessoas sendo feridas e quatro detidas. Dentre os feridos, havia dois homens que não estavam no protesto e foram atingidos nos olhos, perdendo parcialmente a visão.  Durante a repressão, a vereadora local, Liana Cirne, do PT, tentou negociar com policiais que estavam em uma viatura, mas foi atacada com spray de pimenta. O governador de do estado, Paulo Câmara, e sua vice, Luciana Santos afirmaram não ter autorizado o uso da força contra os manifestantes. Um dia antes, o Ministério Público teria recomendado que não acontecesse o protesto na região. Em São Paulo, os protestos bloquearam as duas pistas da Avenida Paulista, ocupando sete quarteirões, começando na altura do Museu de Arte de São Paulo (MASP). A manifestação se encerrou com a dispersão dos participantes na Rua da Consolação, em direção á Praça Roosevelt. Apesar de houver aglomeração, protocolos como o uso de máscara e distanciamento social chegaram a ser observados em alguns pontos, assim como em algumas cidades, que houve atos organizados em filas indianas. Segundo organizadores, 80 mil pessoas teriam comparecido ao protesto na paulista. Artistas da TV Globo como Samantha Schmutz, Julia Lemmertz, Maria Ribeiro, Mônica Martelli, Ana Hikari, Renata Sorrah, Fernanda Lima, Guta Stresser, Luisa Arraes e Paulo Betti, além da apresentadora do GNT Astrid Fontenelle e o escritor Gregorio Duvivier, estiveram entre os participantes dos movimentos. Também houve mobilizações internacionais nas cidades de Berlim (Alemanha), Londres (Reino Unido), Lisboa (Portugal), Bruxelas (Bélgica), Paris (França), Amesterdã (Países Baixos) e Genebra (Suíça).

#### 19 de junho de 2021

Manifestação no centro do Rio de Janeiro

Mural com os nomes de vítimas da COVID-19 estendido no Rio de Janeiro durante as manifestações

Um segundo ato aconteceu nessa data, reunindo também movimentos sociais. Segundo a organização, era esperado que mais de 400 cidades participem do movimento. Passou a ser cogitada a presença do ex-presidente Lula a manifestação em São Paulo, que aconteceu novamente na Avenida Paulista, fato que repercutiu entre as organizações, além de o próprio político não confirmar se iria, temendo transformar os protestos em palanque eleitoral.
Os protestos do dia 19 de junho foram considerados pelos organizadores como significativamente maiores do que os do dia 29 de maio, acontecendo 427 atos em 366 cidades de todos os estados, incluindo no Distrito Federal, e em todas as capitais do país, atraindo 750 mil pessoas.  Na cidade de São Paulo, onde a maior manifestação do dia aconteceu, cerca de nove quarteirões da avenida paulista foram ocupados, que foi bloqueada nos dois sentidos. Durante as manifestações em São Paulo, houve uma soltura de balões vermelhos em homenagem as vítimas da COVID-19, coincidindo com o momento em que o país registrou 500 mil mortos pela pandemia. Além disso, tiveram registros de vandalismo, com um pequeno grupo depredando dois bancos, entre eles uma agência localizada na Universidade Presbiteriana Mackenzie, um ponto de ônibus também foi depredado e uma lixeira foi incendiada. Segundo a Frente Brasil Popular e o Povo Sem Medo, cerca de cem mil manifestantes teriam participado da manifestação na avenida paulista nesse dia e, segundo a Comissão de Direitos Humanos da OAB, a manifestação chegou a ocupar uma extensão de 1,8 km, da rua da consolação até a avenida paulista. Na cidade do Rio de Janeiro, a concentração começou pela manhã, na estátua do Zumbi dos Palmares, na praça onze. Após concentração, o grupo caminhou para a avenida presidente Vargas, ocupando três faixas, em direção à Candelária. Manifestantes também realizaram um minuto de silêncio em homenagem às então 500.000 vítimas da COVID-19 no país.  Em Recife, o protesto foi encerrado com um abraço simbólico nas pontes onde trabalhadores foram feridos nos atos de repressão da polícia militar contra a manifestação de 29 de maio. Em Brasília, índios de variadas tribos também participaram das manifestações, pedindo demarcação de terras indígenas.
No exterior, os atos ocorrem em oito cidades da Alemanha, quatro cidades da Argentina, uma cidade na Áustria (a capital Viena), uma cidade na Bélgica (a capital Bruxelas), quatro cidades no Canadá, uma cidade na Dinamarca (Aarhus), três cidades da Espanha, oito cidades dos Estados Unidos, uma cidade da Finlândia (a capital Helsinki), duas cidades da França, uma cidade da Grécia (a capital Atenas), três cidades da Irlanda, uma cidade da Itália (Bolonha), uma cidade nos Países Baixos (a capital Amsterdã), seis cidades de Portugal, três cidades do Reino Unido, uma cidade na República Tcheca (a capital Praga), uma cidade na Suécia (a capital Estocolmo), duas cidades na Suíça e uma cidade na Venezuela (a capital Caracas). Ao todo, 53 cidades confirmaram atos, além de ter ocorrido um dia antes em Washington e um previsto para ocorrer no dia seguinte em Roma.

#### 26 de junho de 2021
Após revelações do Deputado Federal Luis Miranda (DEM-DF) e do seu irmão Luis Ricardo Miranda na sexta-feira (25) a CPI da COVID-19 de um esquema de superfaturamento na aquisição de doses da vacina Covaxin, na tarde do dia seguinte um grupo de manifestantes formados pelo movimento Esquerda Diário e o partido Unidade Popular realizaram uma manifestação em São Paulo na Avenida Paulista, próximo ao Museu de Artes (MASP), demandando o impeachment do presidente. Segundo os manifestantes, o protesto era apenas um "esquenta" para as manifestações em nível nacional nos dias 3 e 24 de julho. Também tiveram atos em Santa Catarina em ao menos quatro cidades, já que os protestos não aconteceram no dia 19 de junho devido as fortes chuvas, além de servirem como resposta a visita do presidente em Chapecó.

#### 30 de junho de 2021
Houve um ato em Brasília com o objetivo de pressionar o presidente da câmara Arthur Lira (PP-AL) a abrir um dos pedidos de impeachment de Jair Bolsonaro, além de marcar o dia da entrega do "superpedido", que é assinado pelos partidos de oposição, deputados federais Joice Hasselmann (PSL-SP) e Alexandre Frota (PSDB-SP) e movimentos sociais. Participaram do movimento membros de lideranças de esquerda como a União Nacional dos Estudantes (UNE), Coalizão Negra por Direitos, Unidade Popular, Central Sindical e Popular Conlutas (CSP-Conlutas) e outros, além da presidente do PT Gleisi Hoffmann e movimentos ligados a direita como o Movimento Brasil Livre e os deputados federais Joice Hasselmann e Kim Kataguiri (DEM-SP).
Ao mesmo também houve manifestações em dez estados e no Distrito Federal contra o PL 490, conhecida como "marco temporal", que faz limitações a demarcação de terras indígenas.

#### 3 de julho de 2021
Com o escândalo da compra de doses da vacina Covaxin, organizadores das manifestações de rua decidiram marcar em uma reunião de emergência mais atos contra o governo, previstos para o dia 3 de julho, mas mantendo a segunda data prevista para o dia 24 do mesmo mês. Também houve a participação de alas ligadas ao Partido Social Liberal (PSL), o Partido da Social Democracia Brasileira (PSDB) e o Livres em São Paulo, sendo a primeira manifestação de rua a contar com grupos de direita, além também de ser a primeira vez que PT e PSDB participam juntos de uma manifestação desse o movimento dos caras-pintadas. Apesar de serem citados, o Movimento Brasil Livre (MBL) anunciou que não participaria do ato devido a temores quanto a Pandemia de COVID-19, mesmo motivo apontado pelo Vem Pra Rua, sendo que este pretende realizar um ato, previsto para outubro, quando metade do população já estiver vacinada. Ambos os movimentos desejaram sorte nas manifestações organizadas pelos setores da esquerda e por parte da direita. Ao todo, 314 cidades brasileiras em 27 estados e 30 cidades no exterior realizaram atos contra o governo. Segundo organizadores, 800 mil manifestantes compareceram aos protestos em todo o país.
Em São Paulo, manifestantes ocuparam novamente sete quarteirões, enquanto que membros do PSDB se concentraram em frente ao Shopping Center 3, carregando bandeiras do partido, além de algumas da campanha de Bruno Covas, falecido em maio. Junto com o PSDB, também participaram membros do Cidadania e do PV. Apesar do ato ter se desenrolado de forma pacífica, houve um princípio de briga entre militantes tucanos e do PCO com troca de xingamentos e lutas físicas de ambos os lados, sendo apartados por manifestantes e forças de segurança. Ao final da manifestação, também foram registrados atos de vandalismo em frente a Universidade Mackenzie, com confronto entre manifestantes e seguranças da concessionária ViaQuatro, após relatos de que seguranças estariam dificultando a passagem de pessoas na estação Higienópolis–Mackenzie. Oito funcionários do metrô e um policial militar ficaram feridos, e quatro manifestantes acabaram detidos durante o confronto. No Rio de Janeiro, onde membros do partido Avante também estiveram presentes, manifestantes caminharam do Monumento à Zumbi, na Av. Presidente Vargas, onde ocuparam três faixas, até à igreja da Candelária.  Em Belém, o prefeito Edmilson Rodrigues (PSOL) esteve presente no ato em um rápido discurso aos participantes. Em Goiânia, um manifestante foi detido por suspeita de pichação, mas acabou sendo liberado a pedidos dos manifestantes. Um policial militar ficou ferido após cair de um cavalo, e foi socorrido logo em seguida.

#### 13 de julho de 2021
Movimentos sociais e centrais sindicais convocaram um ato na Cinelândia, no Rio de Janeiro, pedindo o impeachment do presidente Jair Bolsonaro. A manifestação começou pacífica, mas acabou em tumultos. A polícia usou spray de pimenta, bombas de efeito moral e cassetetes, para dispersar os manifestantes. Um homem e uma mulher foram detidos por realizarem pichações.

#### 23 de julho de 2021
Em Belo Horizonte, um grupo de manifestantes incendiou pneus na Rua dos Caetés em um ato contra o governo. O ato ocorreu no início da manhã sem registros de confusões. Já em Curitiba, um grupo de manifestantes se reuniu no Centro da capital, e após uma discussão, o vereador Renato Freitas, do Partido dos Trabalhadores, que participava do protesto, foi detido por guardas municipais sob a alegação de agressão, que ele nega. O vereador afirma ter sido vítima de violência arbitrária e racista. Renato foi liberado três horas depois. Tanto seu partido quanto a Ordem dos Advogados do Brasil, repudiaram a prisão. 

#### 24 de julho de 2021
Movimentos sociais e organizações de esquerda decidiram, no dia 22 de junho, em marcar novos atos para o dia 24 de julho. As organizações e movimentos também decidiram reforçar seu apoio à uma abertura de processo de impeachment contra o presidente Jair Bolsonaro. Ao menos 430 cidades brasileiras em 27 estados e 15 cidades no exterior confirmaram atos para este dia.
Segundo organizadores, os atos de 24 de julho reuniram 600 mil pessoas em 509 atos pelo Brasil e também no exterior. Na cidade de São Paulo, a manifestação ocorreu na Avenida Paulista, interditando todos os quinze quarteirões da avenida. A partir das 17h, manifestantes começaram a se movimentar em direção à Rua da Consolação. Organizadores estimaram o comparecimento de 70 mil pessoas na manifestação. Ao final da manifestação houve confronto entre manifestantes e a PM, que terminou com a detenção de 3 pessoas envolvidas no protesto, além de um fotógrafo que controlava um drone que sobrevoava o local. Outras 7 foram detidas antes do confronto. Horas antes das manifestações, manifestantes ligados ao grupo Revolução Periférica atearam fogo na estátua de Borba Gato na Zona Leste, forçando a alteração de linhas de metrô e ônibus. Um homem suspeito de ter conduzido o grupo até a estátua foi preso no dia seguinte. Nas semanas após o ato, três pessoas suspeitas de provocarem o incêndio foram presas. Também houve manifestação na cidade do Rio de Janeiro, onde manifestantes se concentraram no Centro, em frente ao monumento em homenagem ao Zumbi dos Palmares, e partiram rumo à Praça da Candelária. A manifestação ocorreu de forma pacífica, mas ao final, no momento da dispersão, a Polícia Militar abordou alguns manifestantes e houve princípio de tumulto. A PM usou spray de pimenta contra os manifestantes, um homem foi detido, e uma mulher ferida. Em Brasília, o protesto ocupou a Esplanada dos Ministérios, e ocorreu do forma pacífica, com manifestantes pedindo o impeachment do presidente e mais vacinas contra a COVID-19. Em Recife, milhares de manifestantes contrários ao presidente se reuniram na Praça do Derby pela manhã, e seguiram até a Avenida Guararapes. Além do presidente, manifestantes também criticaram o presidente da Câmara dos Deputados Arthur Lira, e os militares que compõem o governo.

#### 7 de setembro de 2021

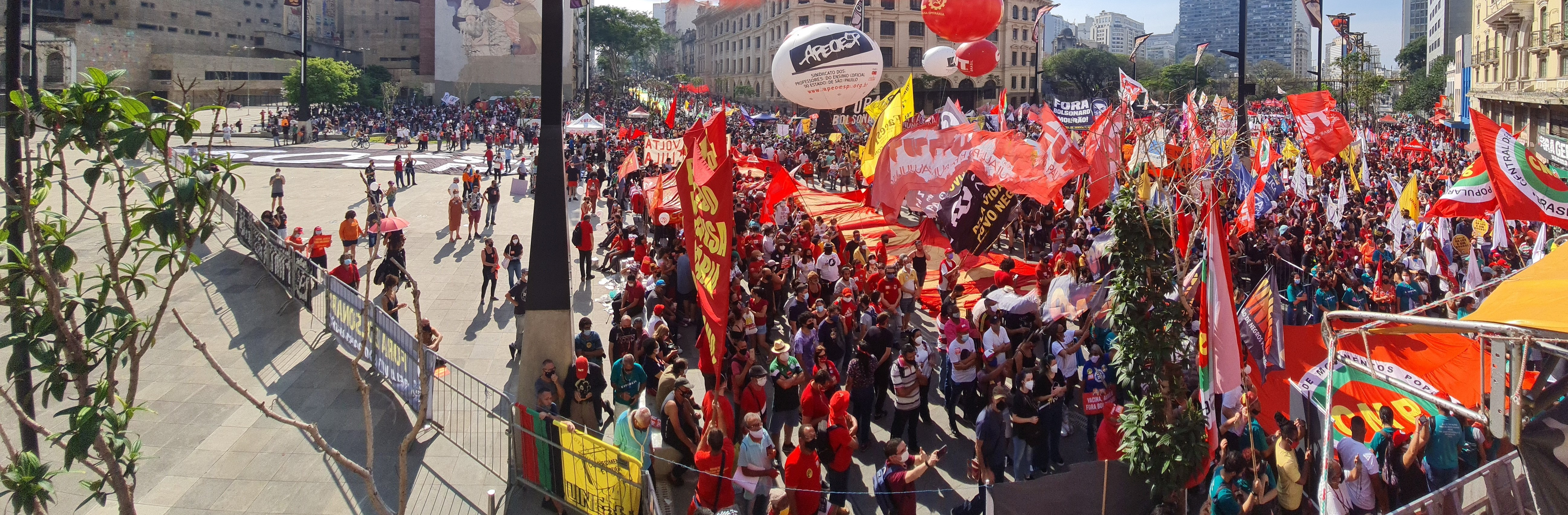
Protesto anti-Bolsonaro no Vale do Anhangabaú

Em resposta aos atos organizados pelos apoiadores do atual governo e que teve a participação do presidente da república, ocorreram atos em algumas cidades brasileiras, grande parte coincidindo com o Grito dos Excluídos. Em São Paulo, devido fato das manifestações favoráveis ocorrerem na Avenida Paulista, a concentração ocorreu no Vale do Anhangabaú, sendo a primeira vez desde o início dos movimentos, que os protestos não acontecem na principal rua da megalópole brasileira. Em 6 de setembro, viralizou nas redes sociais um vídeo do grupo de hackerativismo Anonymous convocando a população a participar dos protestos contra o governo. Tal vídeo foi postado no dia 3, na página do FIB Bank, uma das instituições investigadas pela CPI da COVID-19 pelo financiamento da vacina Covaxin ao Ministério da Saúde e a Precisa Medicamentos e que teve o site invadido durante o depoimento de um dos representantes da instituição.

#### 12 de setembro de 2021

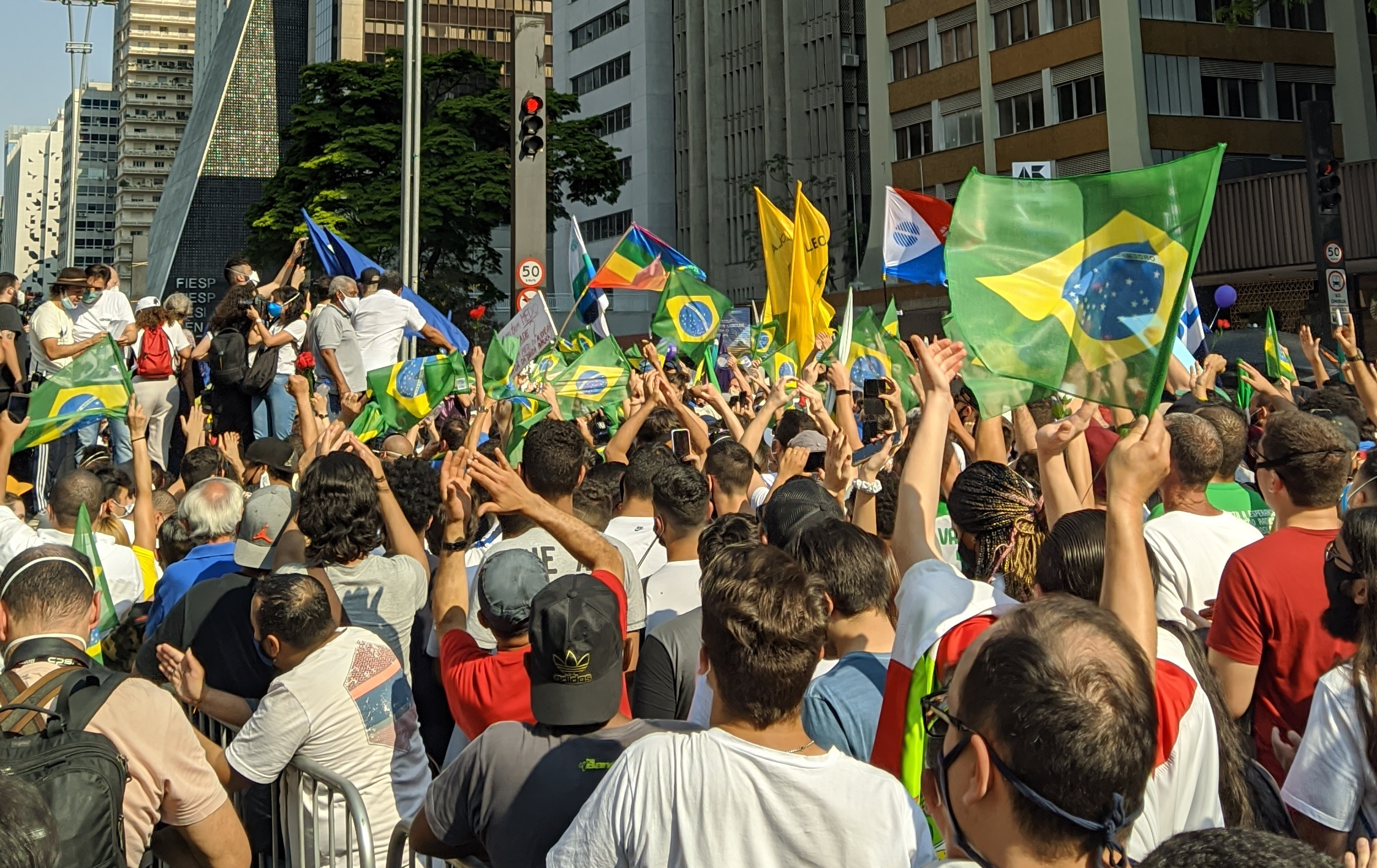
Protesto anti-Bolsonaro na Avenida Paulista, em São Paulo, em 12 de setembro.

Nesta data, aconteceram as primeiras manifestações nas ruas convocadas por grupos de direita, como o Movimento Brasil Livre (MBL), Vem Pra Rua (VPR), Livres, Agora! e alas ligadas aos partidos PSL, Novo, Patriota, DEM, Avante e PSDB. Apesar de serem realizados separadamente dos movimentos da esquerda, o ato foi saudado por setores deste lado. A escolha da data se deve pelo fato de até o mês de setembro, metade da população já esteja vacinada. As manifestações ocorreram em dezoito capitais e no Distrito Federal, porém com baixa adesão.
Em São Paulo, o ato reuniu, pela primeira vez no mesmo palanque, políticos de diferentes correntes políticas, como os presidenciáveis Ciro Gomes (PDT), João Amoedo (Novo), Simone Tebet (MDB), Luiz Henrique Mandetta (DEM) e João Doria (PSDB), além dos parlamentares Isa Penna (PSOL), Orlando Silva (PCdoB), Arthur do Val (Patriota), Joice Hasselmann (PSL) e Tabata Amaral (PSB). O vice-presidente da Câmara dos Deputados, Marcelo Ramos (PL), também esteve presente no ato. O PT, partido do ex-presidente Luiz Inácio Lula da Silva, decidiu não participar da manifestação.

#### 2 de outubro de 2021

Atos confirmados por estado brasileiro:
De 1 a 4 atos confirmados
De 4 a 10 atos confirmados
Mais de 10 atos confirmados

Países que participaram das manifestações de 2 de outubro

Pela primeira vez, membros da Frente Pró-Impeachment, formado pelos partidos PT, PCdoB, PSOL, PDT, PSB, PV, Rede, Cidadania e Solidariedade marcaram atos para esta data. Ao todo, 214 atos ocorreram em 206 cidades em 27 estados brasileiros, além de 25 cidades em 15 países, reunindo um total de 700 mil manifestantes segundo os organizadores.
Em São Paulo, os atos aconteceram na Avenida Paulista e reuniram líderes como Ciro Gomes e Carlos Lupi, ambos do PDT, Gleisi Hoffmann e Fernando Haddad, do PT, e lideranças de diferentes siglas como o vice-presidente da CPI da Pandemia, senador Randolfe Rodrigues (Rede-AP), bem como o Alessandro Vieira (Cidadania-SE), Guilherme Boulos (PSOL), Manuela D’Ávila (PCdoB), Carlos Siqueira (PSB), Juliano Medeiros (PSOL), Orlando Silva (PCdoB), Alessandro Molon (PSB), Tabata Amaral (PSB), Erica Malunguinho (PSOL), Marina Helou (Rede), Simone Tebet (MDB), Junior Bozella (PSL), Fernando Alfredo (PSDB), Luíz Henrique Mandetta (DEM) e Marcelo Freixo (PSB). Os protestos se dividiram entre aplausos e gritos para Haddad, Boulos e Freixo, além de vaias para Fernando Alfredo e Ciro Gomes. Bozella, Mandetta e Tábata nem chegaram a discursar. De acordo com as estimativas dos manifestantes, 100 mil pessoas participaram do protesto e pela Polícia Militar, houve 8 mil manifestantes.

#### 15 de novembro de 2021
Um segundo protesto estava previsto para essa data, organizado pela frente pró-impeachment. A escolha da data se deve pelo fato de coincidir com o feriado de Proclamação da República. No entanto, devido as discordâncias entre os organizadores e a dificuldade de reunir grupos entre os atos do dia 15 e os do dia 20, que é comemorado o Dia da Consciência Negra, a frente nacional também chamada de "Direitos Já" optou por adiar as manifestações para janeiro de 2022. Mesmo com o adiamento, os protestos não aconteceram e outros movimentos passaram a ocorrer por fora em eventos separados.

## Popularidade de Jair Bolsonaro
Um dia antes das manifestações, uma pesquisa encomendada pelo Datafolha mostra que 40% dos entrevistados rejeitam o governo, enquanto que 31% ainda consideram o governo ótimo ou bom. Entre o grau de confiança, 41% não confiam no governo. Quanto ao impeachment, 53% são contrários ao pedido e 42% favoráveis. Já na pesquisa Atlas Político, 53,6% dos entrevistados são favoráveis ao impeachment de Bolsonaro, enquanto que 41,5% são contrários e 4,9% ainda estão indecisos. Pela pesquisa da revista Exame/IDEIA realizada entre os dias 18 e 21 de janeiro,  a aprovação do governo caiu de 37% para 26% e a desaprovação subiu de 37% para 45%. Entre os que acham o governo ótimo ou bom, a aprovação caiu de 38% para 27% e quem acha o governo ruim ou péssimo subiu de 34% para 45%. Em comparação a pesquisa realizada de 11 a 14 de janeiro, tanto quem aprova como quem reprova o governo estava em 37%. No novo levantamento do Datafolha, realizado nos dias 15 e 16 de março, 54% da população avaliam de forma ruim ou péssimo o governo, enquanto que 22% acham gestão ótima ou boa. Os números de regulares caíram para 24% e os indecisos ficaram em 1%. Em uma nova pesquisa realizada pelo PoderData no período de 29 a 31 de março de 2021, a rejeição ao governo subiu para 59% e a avaliação de trabalho de Bolsonaro é desaprovada por 53% da população. A aprovação se manteve estável com 33% e 26% ainda acham o trabalho ótimo ou bom do presidente e 19% acham regular. Os indecisos estão entre 8% para quem aprova ou reprova e 2% no trabalho. Já na pesquisa realizada no mesmo instituto entre os dias 24 e 26 de maio de 2021, usando o contexto da CPI da COVID-19, a desaprovação e aqueles que acham o trabalho do presidente Bolsonaro ruim ou péssimo, atingiram umas porcentagens recordes de 59% e 55%, enquanto que a aprovação e quem acha o governo ótimo/bom se estagnou nos 35% e 28%. Uma pesquisa do IPEC realizada no dia 17 a 21 de junho de 2021, mostra que os índices de pessoas que acham o governo ruim ou péssimo chegou a 50% e quem considera ótimo ou bom, chegou a 23%, mostrando um crescimento da rejeição com relação a pesquisa anterior que mostrava patamares de 39% (ruim/péssimo) e 28% (ótimo/bom). A reprovação da forma de governar chegou a 66% e a aprovação chegou a 30%, também mostrando crescimento com a pesquisa anterior que era de 58% (reprovação) e 38% (aprovação).
A rejeição ao Governo Bolsonaro também passou a afetar as pesquisas de opinião sobre as eleições de 2022, mostrando um crescimento do ex-presidente Lula, após este recuperar seus direitos políticos, como é o caso da pesquisa PoderData do período de 12 a 14 de abril que mostra o petista com 52% contra 34% de Bolsonaro. Considerando a pesquisa Datafolha dos dias 11 e 12 de maio, Lula abriria 18 pontos de vantagem contra Bolsonaro no primeiro turno com 41% contra 23%. No segundo turno, Bolsonaro teria apenas um empate técnico contra o governador de São Paulo, João Dória (PSDB) com 39% a 40%. Quanto aos demais concorrentes, incluindo Lula, o mesmo seria derrotado em todos os cenários.